# Endropia
Endropia là một chi bướm đêm thuộc họ Geometridae.